# Allen Dulles
Pour les articles homonymes, voir Dulles.
Allen Welsh Dulles, né le 7 avril 1893 à Watertown (New York) et mort le 29 janvier 1969 à Washington, est un avocat, diplomate et une personnalité du monde des renseignements américain, premier directeur civil de la Central Intelligence Agency. En fonction du 26 février 1953 au 29 novembre 1961, il est également l'un des sept membres de la commission Warren, laquelle est chargée d'enquêter sur l'assassinat de John F. Kennedy.
Frère cadet de John Foster Dulles, secrétaire d'État des États-Unis durant la présidence de Dwight D. Eisenhower et actionnaire principal du géant United Fruit Company (société bananière influente dans les républiques bananières d'Amérique latine), Allen Dulles reste un personnage très controversé. Il a été limogé brutalement par John F. Kennedy, le 29 novembre 1961, à la suite du désastre de la baie des Cochons (Cuba), ce qu'il n'a jamais pardonné.
Sa carrière au sein de l'administration américaine fut émaillée de conflits d'intérêts personnels et familiaux plus ou moins importants, dus à sa participation et à celle de son frère, John Foster, aux opérations de grands groupes industriels internationaux.

## Biographie
Fils d'un pasteur presbytérien, Allen Dulles est né à Watertown, dans l'État de New York.
Il fait ses études à l'université de Princeton et entre dans les services diplomatiques en 1916 ; il est envoyé en Suisse. Il est responsable du rejet de la demande faite par Vladimir Ilitch Lénine d'un visa pour les États-Unis le 8 avril 1917. En 1919, après la Première Guerre mondiale, son frère Foster et lui font partie de la délégation américaine à la conférence de la paix de Paris. En 1926, il obtient un diplôme de droit de l'université George-Washington et trouve un emploi dans la société Sullivan & Cromwell LLP, cabinet d'avocats international basé à New York dans lequel travaille déjà son frère Foster,. Dans ce cadre il fait notamment de la finance à Wall Street, entre autres pour la Standard Oil dont il représente les intérêts en Europe. À ce titre, il est impliqué dans des liens financiers avec l'Allemagne durant l'entre-deux-guerres.

## Son démarrage dans les services secrets
Dulles est recruté par William J. Donovan au poste de chef des opérations à New York pour le compte du COI (Coordinator of Information (en)), organisme de renseignements américain, renommé Office of Strategic Services (OSS) en 1942.
Pendant la Seconde Guerre mondiale, Dulles est chef de station de l'OSS à Berne, en Suisse et, de là, il fournit à son gouvernement des informations concernant l'Allemagne nazie. Parmi son réseau d'informateurs figure un atout : son vieil ami Thomas H. McKittrick (en), président américain de la Banque des règlements internationaux à Bâle, un point clé dans le réseau de l'argent transnational qui a contribué à maintenir l'Allemagne dans les affaires pendant la guerre.
Entre février et mai 1945, il est, à Bâle, au centre de l'Operation Sunrise, une tentative de négociations entre les États-Unis et les forces de l'Allemagne nazie stationnées en Italie sur Nord, précédant la reddition de Caserte.

## Tête de la CIA
Après la Seconde Guerre mondiale, il fonde en 1948, avec William J. Donovan, le Comité américain pour une Europe unie, organisme qui fait transiter des fonds privés et gouvernementaux américains vers l'Europe afin de soutenir financièrement des organismes pro-européens comme le Mouvement européen. Alors qu'il entre à la CIA -- créée le 15 septembre 1947, en remplacement de l'OSS --, il appuie la formation de Fraternité mondiale en Europe. De 1948 à 1950, il occupe le poste de responsable des opérations secrètes. Il devient son directeur adjoint le 23 août 1951 puis son directeur en 1953, nommé par Dwight D. Eisenhower grâce à l'action de son frère John Foster Dulles. Pendant cette période il est à l'origine de la création de la radio Radio Free Europe, dont le but est de combattre le communisme en diffusant des idées et des informations inaccessibles aux habitants du bloc de l'Est.
En parallèle, à partir de septembre 1949 jusqu'en 1954, la CIA procède, sous sa direction, à l'envoi en URSS d'agents infiltrés, grâce à l'existence de maquis anticommunistes à travers la ligne du rideau de fer. Cette opération est dirigée par Harry A. Rositzke ; elle se révèle rapidement un échec :  d'une part à la suite de la répression menée par le NKVD (ancêtre du KGB, lequel est lui même un ancêtre du FSB), services secrets russes et, d'autre part, en raison de l'action de Kim Philby, agent double qui remplissait, au sein du MI6 britannique, la fonction de chef des opérations anti-soviétiques.

## Les années 1950, la lutte contre le communisme au niveau international

### Au niveau européen
Dans le contexte de la guerre froide entre les États-Unis et l'URSS, Allen Dulles désire contrer l'avancée du communisme en Europe et, pour cela, il promeut l'unité européenne. Certains auteurs, comme Christophe Deloire et Christophe Dubois, considèrent que Dulles a entretenu des relations directes avec les protagonistes de la construction européenne, comme Jean Monnet et Robert Schuman.
Sous sa direction, la CIA organise l'opération "Splinter Factor" ou « opération éclatement » sur le principe suivant : créer et étayer de toutes pièces de fausses preuves et accusations sur le modèle des procès lors des grands purges menées par Beria et Staline dans les années 1930 contre d'autres dirigeants de l'appareil soviétique. L'objectif d'Allen Dulles était d'attiser les dissensions et rivalités de pouvoir en interne pour affaiblir le glacis soviétique en s'appuyant sur la méfiance et la paranoïa accrues propres au régime stalinien.
Cette opération, dont Allen Dulles refusa toujours de parler, s'appuyait sur le transfuge polonais Josef Swiatlo et l'américain Noel Field, communiste convaincu, qui avait agi en tant qu'agent, d'abord de l'OSS puis de la CIA, durant la Seconde Guerre mondiale, en poste en Suisse (à Genève) et en France (à Marseille) et qui a rejoint les rangs soviétiques en mai 1949, où il fut arrêté à son tour.
Cette opération débouche sur deux procès importants.  L'un à Budapest se déroule à partir du 16 septembre 1949 de Laslo Rajk, ministre des affaires étrangères de Hongrie ; l'autre à Prague à partir du 20 novembre 1952 , de Rudolf Slánský, premier secrétaire du parti communiste Tchécoslovaque,  et de 13 autres co-accusés. Les accusés sont réhabilités au cours de la période de déstalinisation à partir de 1956.
En 1956, la CIA, sous la direction de Dulles, participe à la publication du rapport secret du XXe congrès de Nikita Khrouchtchev, dénonçant les actes criminels de Joseph Staline. D'abord le 5 juin 1956 avec une publication dans le New York Times, puis avec une seconde version enrichie de 34 paragraphes mise au point par la CIA et prétendument dérobée dans l'objectif de faire éclater les relations entre l'URSS et les pays non alignés.
En 1955, l'opération "Gold" est déployée, elle consiste en une installation d'espionnage sur canaux téléphoniques à Berlin, installée dans un tunnel de 446 m de long et 2 m de diamètre. Elle fonctionne pendant 11 mois et 11 jours, avant d'être découverte par les agents du KGB. Elle fut baptisée par ces derniers « le tunnel de Berlin ». Les enregistrements furent étudiés jusqu'en 1958 et cette opération coûta 30 millions de dollars.
En parallèle, l'opération Gold travaille à la diffusion d'informations occidentales grâce à Radio Free Europe.

### Au niveau intérieur
Pour ce qui est des médias, Allen Dulles a promu l'opération Mockingbird, dont le but est d'influencer les sociétés de médias américaines.
En mars 1953, le sénateur Joseph McCarthy commence une série d'investigations sur une potentielle subversion communiste au sein de la CIA.
Malgré le manque d'éléments révélateurs d'un dysfonctionnement et le fait que les audiences peuvent être dommageables pour la réputation de la CIA et la sécurité des informations sensibles, Dulles persuade le président Dwight D. Eisenhower de demander à McCarthy l'arrêt de ses attaques contre l'agence, ce dernier ayant traité de communistes des agents tels que Cord Meyer.

### Théâtre du Moyen-Orient
Certaines actions d'Allen Dulles sont controversées : sous couvert de protéger les intérêts américains (politique du New Look), il renverse des gouvernements démocratiquement élus, dont Washington pense qu'ils s'allieront, peu ou prou, au bloc soviétique (URSS).
La CIA paraît ainsi servir davantage les intérêts financiers des grands groupes que la démocratie et la liberté,.
Ainsi, sur ordre du président Dwight Eisenhower, à travers des opérations secrètes, il fait emprisonner le Premier ministre d'Iran, Mohammad Mossadegh, considéré comme trop proche de l'influence de Moscou, afin de préserver les intérêts des compagnies pétrolières.
Le coût de l'opération, évalué à 20 millions de dollars, a requis l'intervention d'une douzaine d'agents américains et de 6 000 Iraniens. Il s'agissait de revenir sur la nationalisation du pétrole iranien et l'éviction de l'Anglo-Persian Oil Company, décidée en mars 1951.
Le Shah d'Iran est restauré sur son trône le 19 août 1953.

### Théâtre de l'Amérique du Sud
De 1953 à 1954, l'opération PBSUCCESS, conjointement mené par l'United Fruit Company -- dont Dulles est le principal actionnaire[réf. souhaitée] -- et la CIA, permet de renverser Jacobo Árbenz Guzmán, président du Guatemala, démocratiquement élu.
Il s'agissait d'empêcher l'entrée en vigueur d'une taxe sur les bananes exportées par United Fruit Company. Il est alors remplacé par la dictature du Colonel Carlos Castillo ArmasIl le 18 juin 1955. Le coût de cette opération fut évaluée à 20 millions de dollars pour les contribuables américains.
En 1956, Dulles participe à une opération considérée comme prioritaire : la publication par la CIA du rapport secret du XXe congrès par le chef soviétique Khrouchtchev, détaillant les crimes perpétrés par Joseph Staline. La première version officielle parait le 5 juin 1956 dans le New York Times. Une seconde version, apparaissant comme une série de photos prises par un appareil de photographie de marque Minox (marque très employée par les services secrets au cours des missions d'espionnage) fut diffusée, recelant des paragraphes ajoutées par la CIA afin de compliquer drastiquement les relations entre les pays alliés avec l'URSS ou en relation avec elle , l'exemplaire présenté par le quotidien new-yorkais devant apparaitre comme une version censurée.

### Théâtre de l'Afrique
En tant que directeur de la CIA, il est aussi impliqué dans un projet d'assassinat de Patrice Lumumba (janvier 1961), le Premier ministre du Congo-Léopoldville avec l'aide des agents de Mobutu Sese Seko. Le 5 octobre 1960, l'agent Sidney Gotlib fut envoyé avec une cargaison de poisons biologiques tels que la tularémie (ou maladie du lièvre) et la brucellose (ou fièvre de Malte).
Dulles aurait mal interprété la volonté du président Dwight D. Eisenhower,.

### Théâtre de l'Asie
En 1955, au Vietnam, la CIA permet l'accession au pouvoir du président Ngô Đình Diệm, porté par plus de 98 % des voix exprimées. Il est assassiné le 2 novembre 1963, 20 jours avant John Fitzgerald Kennedy ; l'opération était organisée par Eward Guy Landsale.
En 1950, les États-Unis ne font rien pour contrer ou dénoncer l'invasion du Tibet par la Chine le 7 octobre 1950, un an et 6 jours seulement après la proclamation de la république populaire de Chine par Mao, le 1er octobre 1949.
En 1959, sous la direction de Dulles, la CIA met en place une opération d'entrainement sur le sol des États-Unis, dans le Nevada, de 600 hommes de la Tensung Tangla Magar (ou National Volunteer Defense Army), une modeste armée tibétaine, à comparer aux 100 000 soldats chinois ayant envahi le Tibet et visant à terme le rétablissement du Dalai Lama Ce projet, comme d'autres, est abandonné sous la présidence de Kennedy.
Par ailleurs en mars 1958 en Indonésie la CIA tente d'aider une guerilla à renverser, par des bombardements. aériens, le président Sukarno.

## Les années 1960: le fiasco cubain et la fin des privilèges
Pendant le mandat de John Fitzgerald Kennedy (J.F.K.), Dulles fait face à des critiques grandissantes.

### Le nœud cubain
Dans les années 1960, le nœud de crispation se trouve être Cuba, avec l'instauration du régime de Fidel Castro. Celui-ci a pris le pouvoir en 1959 face au dictateur Fulgencio Batista, soutenu par Washington, malgré l'impopularité grandissante de son régime dictatorial, au nom de la défense des intérêts géostratégiques américains. Cette alternance du pouvoir avait reçu l'aval, dans un premier temps, des États-Unis. Néanmoins, des crispations puis des tensions se révèleront au fur et à mesure que le leader cubain mène une politique économique défavorable aux intérêts américains (notamment la réforme agraire, affectant les grandes entreprises agricoles et la nationalisation des raffineries de pétrole) et se rapproche dangereusement - pour les élites des États-Unis - de la sphère d'influence de l'URSS durant cette période de guerre froide et ce, au titre de la doctrine Monroe.

### La préparation de l'invasion
C'est dans ce contexte que la CIA reçoit l'ordre, le 17 mars 1960, de la part du président Dwight Eisenhower (dont le vice-président est Richard Nixon), de mettre en œuvre toutes les tentatives de déstabilisation du régime castriste et d'assassinat de ses leaders notamment avec l'entraînement des exilés anti-castristes réfugiés aux Etats-Unis dans des camps situés au Guatemala. En août, la CIA contacta la mafia (ou Cosa nostra) américaine à Chicago pour tenter d'élaborer un projet d'assassinats simultanés de Fidel Castro, Raúl Castro et Che Guevara. En échange - si l'opération réussissait et qu'un gouvernement pro-américain était restauré à Cuba - les États-Unis s'engageaient à ce que la mafia y récupère « le monopole des jeux, de la prostitution et de la drogue ». Pour l'organisation criminelle, la révolution cubaine avait été la déroute la plus grave et la plus coûteuse de son histoire, avec une perte chiffrée à 100 millions de dollars annuels en 1959 (soit 900 millions de 2013) ; après la fermeture des casinos, des lieux de prostitution, de trafic de stupéfiants et malgré les tentatives déployées pour amadouer financièrement et préventivement le leader cubain.
Dans ce contexte Allen Dulles informe, au cours de la campagne électorale de 1960, le candidat démocrate John Fitzgerald Kennedy et son équipe, de l'existence de l'opération Pluton en cours pour déloger le régime de Fidel Castro à Cuba. Bénéficiant de l'aura de prestige due à la réussite des opérations précédentes menées par la CIA et notamment au Guatemala en 1954, il parvint à convaincre Kennedy - initialement très réservé en raison des menaces que faisait peser  l'URSS sur Berlin-Ouest -, de l'utilité de l'opération, en se basant sur la certitude -- non prouvée -- que le débarquement fera naître l'insurrection et la défection dans le camp de Castro,.
Autorisée en Mars 1961 par la présidence, dans un climat extrêmement tendu où s'affrontent retenue diplomatique et exigences des opérations secrètes - et à la condition expresse que les États-Unis ne soient en aucun cas impliqués, y compris militairement -, l'opération de l'invasion de la baie des Cochons est menée du 15 au 18 avril 1961. Vu le déroulement désastreux de celle-ci, non conforme aux prévisions de la CIA, l'autorisation d'une intervention des forces aériennes est refusée par la présidence américaine.
Finalement, l'opération montée intégralement par la CIA aboutit à l'échec diplomatique, politique et militaire le plus important des États-Unis depuis la Seconde Guerre mondiale et à une humiliation sur le plan international avec plus de 1 189 prisonniers sur les 1 500 que compte la brigade des exilés anti-castristes. Cette opération est qualifiée aux États-Unis de « perfect failure » (« échec parfait »),.

### La CIA face à son fiasco cubain
L'échec retentissant de l'opération - qui force Kennedy à admettre publiquement la responsabilité des États-Unis dans la tentative d'invasion le 24 avril 1961 - entraîne une vague de critiques contre l'institution qu'était devenue la CIA en moins de quinze ans sous le règne d'Allen Dulles. L'agence, qui bénéficiait d'une excellente réputation jusqu'alors, n'en avait encore jamais subi, aussi bien de la part de l'opinion publique que de la classe politique américaine en général. En parallèle, les régimes pro-américains d'Iran et du Guatemala sont perçus comme brutaux et corrompus, et minent la crédibilité de la CIA.
La présidence, face à ces résultats (et en raison des informations erronées qui lui ont été fournies par la centrale de renseignement), décide de mener des enquêtes internes, y compris au sein de cette dernière ; cette entreprise est menée par l'inspecteur général de la CIA, Lyman Kirk Patrick. Il apparaît que la CIA a commis un nombre extrêmement élevé d'erreurs d'analyse et d'évaluation ainsi que des omissions critiques au cours de la préparation de l'entreprise d'invasion. Sa mission première - définie lors de sa création en 1947 - à savoir : la collecte et l'analyse de renseignements, se révèle être un échec complet, la création d'actions clandestines ayant supplantée celle-ci.
En outre, les procédures d'évaluation appliquées en permanence pour détecter les failles d'un plan n'avaient pas été appliquées. Plus grave pour le pouvoir politique, les résultats des investigations font apparaître que la direction menée par Allen Dulles - et notamment Richard Bissel en charge de l'opération -, a tenté d'infléchir la décision de la Maison Blanche afin de maintenir l'opération, alors que les conditions du succès n'étaient plus réunies. Notamment avec la réduction de la couverture aérienne (de 16 appareils, le nombre avait été abaissé à 8, à la demande de la présidence mais sans que la direction de la CIA soit en mesure de confirmer qu'il serait suffisant, ou encore que le bombardement préventif n'alerterait pas les autorités cubaines préventivement). La probabilité de réussite du débarquement avait été évaluée à moins de 30 % par les militaires américains, information qui n'avait pas été communiquée au président John Fitzgerald Kennedy,, alors que pour l'équipe du projet au sein de la CIA, en Novembre 1960, sa réussite apparaissait comme grandement improbable.
Les résultats de ces enquêtes, désastreux pour la CIA, furent classés comme confidentiels (seul 1 rapport fut conservé sur les 20 originaux, sur ordre de John Mac Cone) et ne furent révélés qu'en février 1998, quand la CIA reconnut l'ensemble de ses erreurs.
Conséquence directe de l'échec de cette opération, l'équipe de direction fût remplacée. Allen Dulles, son directeur, est limogé le 28 novembre 1961, recevant néanmoins une médaille d'honneur pour son travail et étant nommé consultant historique, au moment où sont posées les dernières pierres du nouveau quartier général de la CIA à Langley en Virginie. Il est remplacé à la tête de la CIA par le républicain John Mac Cone. Dans le même temps, plusieurs de ses collaborateurs directs sont remplacés, dont Richard Cabell par le général Marshall Carter, et Richard Bissell, déplacé à l'Institut d'analyses de la Défense.
John Mac Cone ne fut pas informé d'une opération illégale menée par la CIA sur le territoire américain et consistant en l'ouverture du courrier des citoyens. Ces faits seront ensuite révélés par la Commission sénatoriale d'enquête sur les agissements illégaux des services de renseignements américains après le scandale du Watergate à la Commission Church en 1975. Créée en 1947, la CIA avait en effet l'interdiction formelle d'agir sur le territoire des Etats-Unis, ce rôle étant dévolu exclusivement au FBI de J. Edgar Hoover.
L'échec de cette opération conduit à mettre au point l'élimination physique de Fidel Castro avec l'opération Mongoose, dirigée par Robert F. Kennedy. Cependant, l'institution qu'était devenue la CIA vécut mal cette déroute et de nombreux agents, en interne, rendirent responsable le président John F. Kennedy pour son manque de soutien, ainsi que pour ce qu'ils considéraient comme une défaite face au communisme, malgré les nombreuses (et graves) défaillances, erreurs et omissions internes de la centrale de renseignements.

## Participation à la Commission Warren
Après l'assassinat de John F. Kennedy, son successeur désigné, le président Lyndon B. Johnson, engage Allen Dulles en tant que l'un des sept membres de la commission Warren pour la qualité de ses connaissances ainsi que pour ses relations avec la sphère du monde des renseignements américains.
Malgré sa connaissance de plusieurs projets d'assassinats du leader cubain Fidel Castro par la CIA, la mafia et les anticastristes, Dulles ne mentionne jamais ces faits dans aucun des documents qu'il remit aux autorités de la commission d'enquête qui se déroula de 1963 à 1964. Parmi les nombreuses théories sur l'assassinat de John F. Kennedy, il en est une prétendant que Dulles s'est allié à Lyndon B. Johnson et à la mafia de Chicago. Car Johnson est nommé président des États-Unis à la suite de la mort de Kennedy, et c'est lui qui nomme Allen Dulles au sein de la commission sur l'assassinat de Kennedy et ce en raison des relations avec son ancienne administration.
Il participe directement à la préparation des interrogatoires des témoins, ce qui est par la suite porté au passif du travail mené par la Commission Warren. Il n'informe pas les membres de la commission des opérations conjointes entre Mafia et CIA pour neutraliser le régime cubain de Fidel Castro à Cuba. Ces informations furent révélées en 1975 par l'enquête de la Commission Church sur les activités illégales des agences de renseignement FBI, IRS et CIA.
En parallèle, dans un article paru le 22 Décembre 1963 dans le  Washington Post  (soit un mois, jour pour jour, après l'assassinat de John F. Kennedy, le 22 Novembre) intitulé : "Limit CIA Role to Intelligence" soit : « limiter le rôle de la CIA à la seule recherche de renseignements », L'ex-président, Harry Truman, exprime ses craintes sur le dévoiement progressif de la Centrale depuis sa création.   
La CIA selon lui a peut-être été déviée de son unique rôle originel de collecte et d'analyse des renseignements, au profit du rôle de bras armé d'un gouvernement engagé dans des opérations d'influence et manipulation ; contribuant à amplifier les difficultés dans les zones de fortes tensions géopolitiques et ce, au détriment des États-Unis. Il décrit également ses craintes que l'Agence ne soit utilisée pour influencer la présidence dans des prises de décisions hasardeuses (à la suite de l'épisode désastreux de la baie des Cochons) et qu'en conséquence, cela ne jette une ombre sur le fonctionnement de la démocratie aux États-Unis. Il concluait par son souhait de voir la CIA retrouver son rôle initial.

## Fin de vie
Dulles s'éteint en 1969, d'une grippe avec complications par pneumonie à l'âge de 75 ans. Son épouse, elle, meurt en 1974 à 80 ans.

## Carrière littéraire
Il publie le livre The Craft of Intelligence (L'Art du renseignement) en 1963 et, en 1968 un recueil de nouvelles (écrites par d'autres auteurs) réunies sous le titre Great True Spy Stories, (Les vraies grandes histoires de l'espionnage, 1969, Stock).

## Anecdotes
En septembre 1959, lors de sa visite à Washington, le premier secrétaire du Parti communiste soviétique Nikita Khrouchtchev s'entretient avec Allen Dulles et, dans un échange devenu célèbre, il propose que les États-Unis et l'URSS mettent en commun leurs services de renseignement, afin de ne pas avoir à payer deux fois la même information.
L'écrivain soviétique Ilya Ehrenbourg, polémiste mordant mais non dépourvu de talent, décocha dans La Pravda cette pique à l'intention du directeur de la CIA : « Allen Dulles est l'homme le plus dangereux du monde (...) Si par quelque bévue il parvenait au Paradis, il commencerait par plastiquer les nuages, piéger les étoiles avec des mines et massacrer les anges ».
Il a décerné, avec J. Edgar Hoover (directeur du FBI), le titre de Cold Warrior (ou combattant de la guerre froide) au premier directeur de la Direction de la Surveillance du Territoire française, la DST, Roger-Paul Warin, dit Wybot, en poste de 1944 à 1958.

## Dans les arts et la culture populaire

### Filmographie

#### Cinéma
- 1971 : Libération (Освобождение) de Iouri Ozerov, interprété par Otto Busse ;
- 1985 : My obvinyayem de Timofei Levchuk, interprété par Nikolay Zasukhin ;
- 2003 : The Commission de Mark Sobel, interprété par Jack Betts ;
- 2011 : Un vrai Américain : Joe McCarthy (The Real American - Joe McCarthy) de Lutz Hachmeister, interprété par Tim Ahern ;
- 2015 : Le Pont des espions (Bridge of Spies) de Steven Spielberg, interprété par Peter McRobbie.

#### Télévision

##### Téléfilm
- 1970 : Die U-2-Affäre, interprété de Herbert Tiede ;
- 1973 : Semnadtsat mgnoveniy vesny, interprété par Viatcheslav Shalevich ;
- 1976 : Francis Gary Powers: The True Story of the U-2 Spy Incident de Delbert Mann, interprété par Lew Ayres ;
- 1989 : Day One de Joseph Sargent, interprété par Terrence Labrosse ;

##### Série
- 1973 : Dix-sept Moments de printemps, joué par Vyacheslav Shalevich ;
- 1983 : Kennedy, interprété par George Hamlin ;
- 1984 : American Playhouse, interprété par George Hamlin ;
- 1996 : Dark Skies : L'Impossible Vérité, interprété par T.J. Kennedy ;
- 2007 : The Company de Mikael Salomon, interprété par Cedric Smith ;
- 2011 : Les Kennedy, interprété par Allan Royal ;

### Littérature

#### Bande dessinée
- 2010 : Il apparait une première fois dans L'Histoire secrète tome 11 (Nadja), comme chef de l'OSS en suisse puis dans  le tome 18 (La Fin de Camelot), où on le montre au cours d'une réunion avec Howard Hughes à propos de l'assassinat de John F. Kennedy.